# 李和
李 和（り わ、506年 - 582年）は、中国の西魏・北周の政治家・軍人。もとの名は慶和。字は慶穆。本貫は隴西郡狄道県。

## 経歴
李僧養の子として生まれた。北魏の末年に、夏州刺史源子邕とともに起兵し、諸乱の平定にあたった。軍功により、安北将軍・銀青光禄大夫の位を受けた。大都督となり、徐州に出向した。534年、孝武帝が関中に入ると、新陽県開国伯に封ぜられた。
535年、竇泰を討ち、沙苑の戦いに功績を挙げて、爵位は公に進んだ。漢陽郡太守・帳内大都督に任ぜられた。後に車騎将軍・左光禄大夫・都督の位を加えられ、使持節・車騎大将軍・儀同三司・散騎常侍・侍中・驃騎大将軍・開府儀同三司を歴任し、宇文氏の姓を賜った。宇文泰により意の名を受けた。永豊県公に改封された。夏州諸軍事・夏州刺史として出向した。北周が建国されると、闡煕郡公に改封され、司憲中大夫の位を受けた。義城郡公に改封され、洛州諸軍事・洛州刺史として出向した。まもなく徳広郡公に改封された。567年、秭帰・信陵の2城に糧食を送り、向武陵・向天玉らの乱を平定した。568年、位は大将軍に進み、延綏丹三州武安伏夷安民三防諸軍事・延州刺史に任ぜられた。571年、柱国大将軍に進んだ。572年、延綏銀三州文安伏夷安民周昌梁和五防諸軍事となった。罪のために免官された。まもなく柱国として復活した。
581年、隋が建国されると、上柱国に進んだ。このころ、和を名とした。582年4月15日、邸で死去した。使持節・司徒公・徐兗邳沂海泗六州諸軍事・徐州刺史の位を追贈された。諡を粛といった。その年の12月に馮翊郡華池県（現在の陝西省三原県付近）の万寿原に葬られた。
子の李徹が後を嗣いだ。

## 伝記資料
- 『周書』巻29 列伝第21
- 『北史』巻66 列伝第54
- 大隋上柱国徳広粛公李史君之墓誌銘（李和墓誌）